# Shinmura Izuru
Shinmura Izuru (新村 出, Shinmura Izuru), est un essayiste et linguiste japonais, né dans la préfecture de Yamaguchi le 4 octobre 1876 et mort le 17 août 1967. Il est spécialiste en linguistique du japonais et en lexicographie. Le prix Shinmura Izuru est décerné chaque année pour récompenser la meilleure contribution à la linguistique.

## Biographie
Élève de Ueda Kazutoshi en philologie, il est diplômé de l'université de Tokyo en 1899. En 1902, il enseigne à l’École normale supérieure de Tokyo et en 1904 à l'université impériale de Tokyo, puis de nouveau après son départ à l'étranger, de 1906 à 1909 quand il étudie la linguistique au Royaume-Uni, en Allemagne et en France. En 1919, il est reçu docteur ès lettres. En 1956, il est reçoit l'Ordre de la Culture pour ses travaux,.

## Travaux
Shinmura Izuru présente la linguistique occidentale au Japon et crée les bases de l'étude du japonais. Ses travaux comprennent une étude sur le développement historique du japonais, une étude comparative du japonais avec les langues voisines, et des études sur l'étymologie. Il apporte une certaine contribution à la connaissance des missionnaires chrétiens au Japon aux XVIe et XVIIe siècles,.
Il participera également à de nombreux dictionnaires du japonais, notamment Jien, Genrin et Kōjien.

## Œuvres
- Nanban Sarasa, Kaizōsha, 1924 ;
- Nanban Kōki, Iwanami Shoten, 1925 ;
- Tōhō Gengoshi Sōkō, Iwanami Shoten, 1927 ;
- Tōa Gogen Shi, Oka Shoin, 1930 ;
- Genrin, Zenkoku Shobō, 1949 ;
- Kōjien, Iwanami Shoten, 1955 ;

## Source de la traduction
- (en) Cet article est partiellement ou en totalité issu de l’article de Wikipédia en anglais intitulé « Shinmura Izuru » (voir la liste des auteurs).